# فانلولا أوفيايبي رايمي
فانلولا أوفيايبي رايمي (بالإنجليزية: Funlola Aofiyebi-Raimi)‏، هي مُمثلة نيجيرية.

## روابط خارجية
فانلولا أوفيايبي رايمي على موقع IMDb (الإنجليزية)